# Vier-Buchen auf dem Karnberg bei Wanfried
Die auffällige Baumgruppe der Vier-Buchen auf dem Karnberg bei Wanfried wird auch Schwedenbuche genannt. Ihren weiteren Beinamen Schwedenbecher verdankt sie dem Phänomen, dass die Höhlung, die sich zwischen den vier Stämmen gebildet hatte, einst selbst im Sommer mit Wasser gefüllt blieb. Nach alten Überlieferungen soll unter den, als ein zu schützendes Naturdenkmal ausgewiesenen Vier-Buchen, ein schwedischer General begraben liegen, der in einer Schlacht des Dreißigjährigen Krieges starb.

## Standort
Die Vier-Buchen befinden sich auf dem Rücken des Karnbergs, einer rund 450 m hohen Erhebung im hessisch-thüringischen Grenzgebiet. In der naturräumlichen Gliederung Deutschlands des Instituts für Landeskunde Bad Godesberg wird ihr Wuchsort den „Wanfrieder Werrahöhen“ (483.22), einer Teileinheit des „Westlichen Obereichsfelds“ (483.2) in der Haupteinheit „Nordwestliche Randplatten des Thüringer Beckens“, zugeordnet. Nach dem nur landesweit einteilenden System der Thüringer Landesanstalt für Umwelt und Geologie gehört der Karnberg zu dem Bereich der „Werrabergland-Hörselberge“ (3.3) in der Landschaft „Muschelkalk-Platten und -Bergländer“ (3).
Administrativ liegt das Gelände um die Vier-Buchen in der Gemarkung der Stadt Wanfried im 
nordhessischen Werra-Meißner-Kreis und innerhalb des
„Geo-Naturparks Frau-Holle-Land“.
Der Karnberg ist ein Teil des 564 Hektar großen Fauna-Flora-Habitat-Gebiet „Plesse-Konstein-Karnberg“ mit der Gebietsnummer 4827-301 und dem WDPA-Code 555520191. Die wesentlichen Gründe für die Ausweisung als Natura-2000-Gebiet waren die nationale Bedeutung der großflächigen Buchenwälder auf Muschelkalk, die Vorkommen der Magerrasen als Relikte historischer Hutenutzung sowie der überregionale Wert der unterschiedlich alten Bergstürze.

## Geschichte

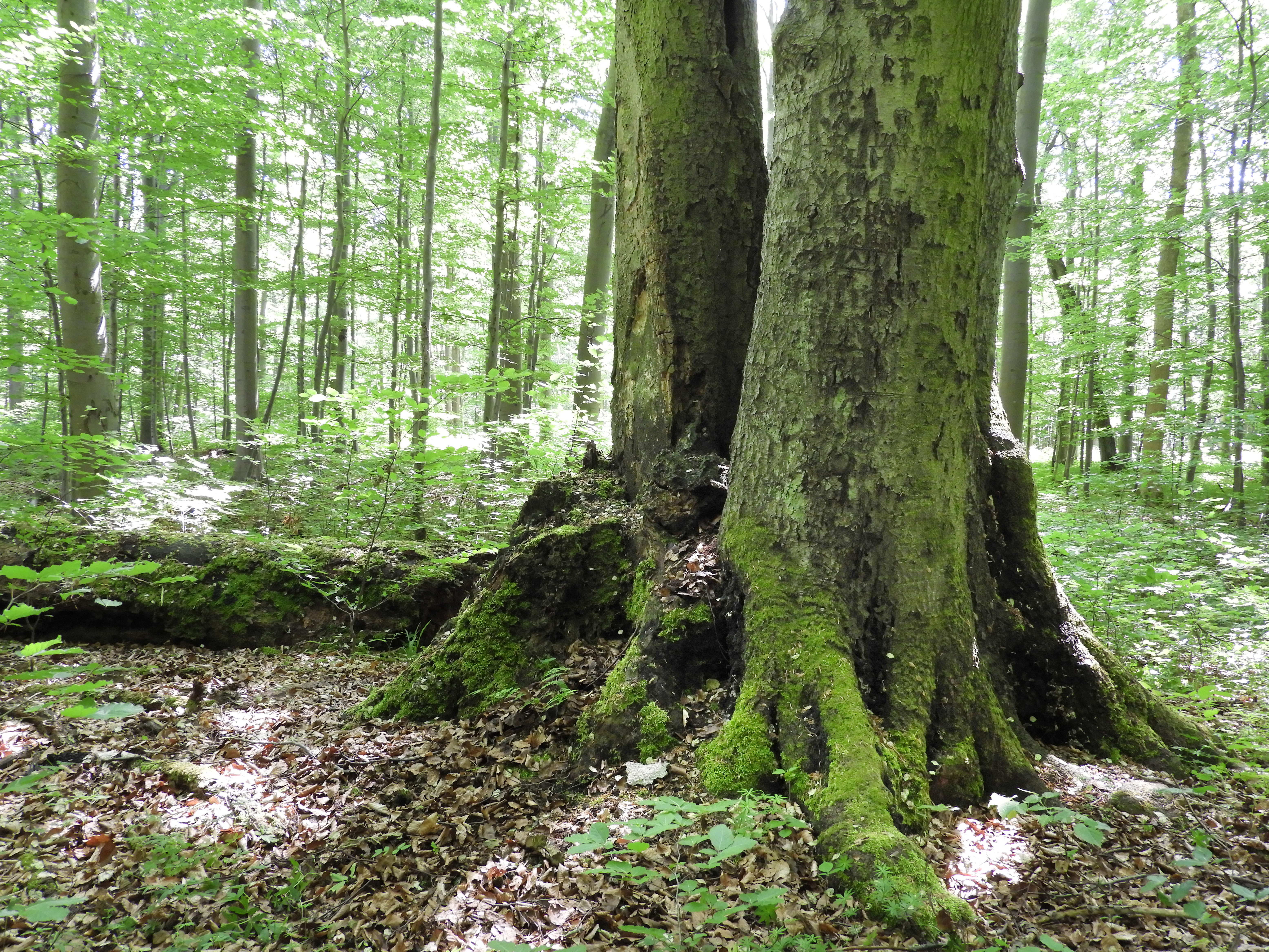
Die Vier-Buchen sind inzwischen am Ende ihres Lebens angekommen

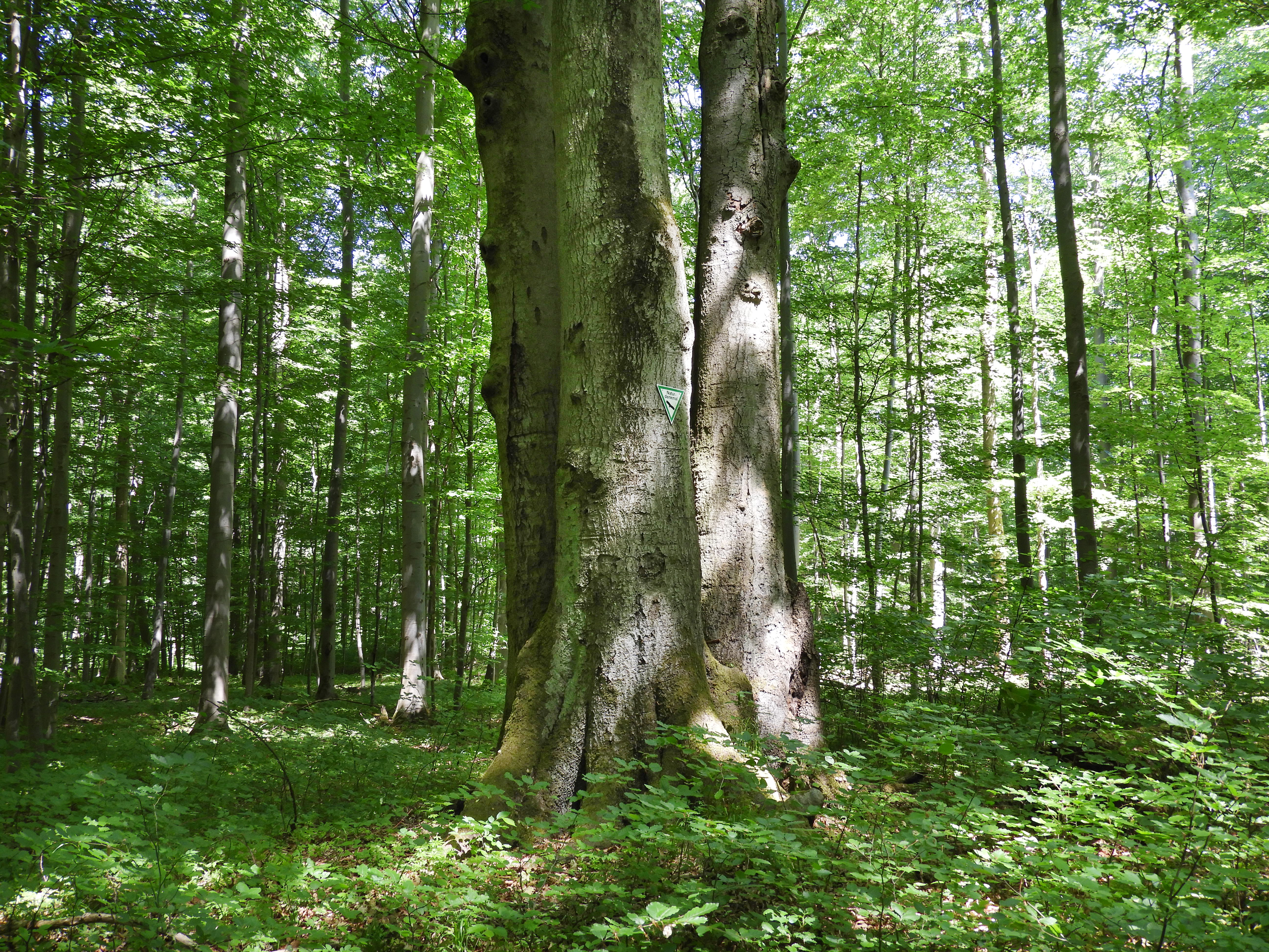
In dem „Schwedenbecher“ genannten Hohlraum, der sich zwischen den vier Stämmen gebildet hatte, soll sich einst so viel Wasser gesammelt haben, dass dieser auch immer Sommer nie austrocknete

In den Jahren des Dreißigjährigen Krieges (1618 bis 1648) gehörte die Region um Wanfried mit zu den am stärksten verwüsteten Gebieten. Das an der Kreuzung verschiedener Heerstraßen liegende Städtchen wurde von durchmarschierenden oder einquartierten Truppen überfallen und geplündert. Die Ausschreitungen und Gräueltaten der verschiedensten Kriegshorden nahmen bei den unaufhörlichen Durchzügen kein Ende, berichtet die Chronik der Stadt Wanfried.
Nach der Chronik hat in dieser Zeit am Karnberg ein blutiges Gemetzel zwischen Kaiserlichen und Schweden stattgefunden. Vierhundert der in dieser Schlacht erschlagenen Schweden sollen hier, auf dem Mördergottesacker am Karnberg und weitere eintausend auf dem „Blutacker“, auch Schwedenfriedhof genannt, am Gaiberg zwischen Katharinenberg und Hildebrandshausen begraben liegen. Noch heute, so alter Volksglaube, können ältere Menschen in besonderen Nächten den Lärm des Kampfes hören, der einst hier tobte, wenn zur Geisterstunde die erschlagenen schwedischen Krieger aus ihren bemoosten Gräbern steigen.
Von einem, in dem Kampf auf dem Karnberg gefallenen schwedischen General erzählt eine Sage: „Alltäglich mittags um 12 Uhr erscheinen bei den vier Buchen auf dem Karnberge vier Schwedenkrieger, die Gesichter grau und fahl, eine Bahre tragend, auf welcher ein schwedischer Oberst mit weißem Barte liegt. Bei den vier Buchen machen sie halt, schaufeln lautlos ein Grab und senken ihren verblichenen Anführer hinab. Auf das frische Grab pflanzen sie die Buchenreiser und verharren in stillem Gebet, bis mit dem Glockenschlag eins die Erscheinung verschwindet. Nur Leute, welche am Sonntag geboren sind vermögen sie zu sehen.“
Ob die Sage um die Grabstätte auf wahren Begebenheiten beruht, ist kaum zu beurteilen. Dem Chronisten Reinhold Strauß scheint es nicht ausgeschlossen, dass die erwähnte Stelle die Grabstätte eines höheren schwedischen Offiziers ist, dem man unter der auffälligen und merkwürdigen Baumgruppe sein Grab bereitet hat und „sonach in dieser, wie in vielen anderen Sagen ein Körnchen Wahrheit steckt“. Der Kunsthistoriker und Fotograf Thomas Wiegand bewertet in seinem Buch Bäume aus dem Werraland dann das zu vermutende Alter „als zu hoch gegriffen“. Die Buchen müssten demnach schon mehr als 350 Jahre alt sein und hätten so für diese Baumart ein „biblisches Alter“ erreicht. Allerdings sind die Vier-Buchen inzwischen am Ende ihres Lebens angekommen. Das Holz ist morsch, einige der Stämme sind abgestorben und abgebrochen. Wiegand vermutet, dass es wahrscheinlicher ist, dass die Baumgruppe aus einem Stockausschlag einer vor vielen Jahrzehnten geschlagenen Buche entstanden ist.
Zu den Legenden um die Vier-Buchen gehört auch, dass dem Wasser, das sich im „Schwedenbecher“ sammelte, einst eine besondere Kraft zugesprochen wurde. Alljährlich zu Christi Himmelfahrt sollen Bewohner von Altenburschla, insbesondere kinderlos gebliebene Ehepaare, zu der Baumgruppe gewandert sein und wuschen sich mit dem Wasser, das Fruchtbarkeit bewirken sollte.

## Besucherhinweis
Der Bereich zwischen dem Wanfrieder Werratal und der Landesgrenze zu Thüringen ist ein beliebtes Wandergebiet mit naturnahen Wegen, geschichtsträchtigen Elementen und Aussichtspunkten. Über die bewaldeten Höhen von Muhlienberg, Karnberg, Konstein und Plesse führen die Premiumwanderwege P5 „Plesse“ und P12 „Mainzer Köpfe“ des Geo-Naturparks Frau-Holle-Land. Die rund neun Kilometer langen Rundwege besitzen wegen ihrer Qualität das Wandersiegel des Deutschen Wanderinstituts. Zu den markierten Wegen gehört auch der „Dietemannpfad“ HW24, ein Hauptwanderweg des Werratalvereins, der Eschwege umrundet und auch über den Karnberg führt. Wenige Schritte abseits von diesem Weg sind die Vier-Buchen zu finden.